# أوستن ماردن
أوستن ألبرت ماردن (بالإنجليزية: Austin Albert Mardon) (مولود في 25 يونيو 1962) حاصل على وسام الاستحقاق الكندي، هو كاتب ودكتور وقيادي محلي شارك في العمل التطوعي على مستوى المجتمع المحلي كما أنه مدافع عن ذوي الاحتياجات الخاصة. وهو أيضا أستاذ مساعد في مركز جون دوستور لأخلاقيات الصحة بجامعة ألبرتا. في منتصف ثمانينات القرن الماضي، أسّس معهد القطب الجنوبي الكندي وما زال يديره إلى يومنا هذا، وهو كيان غير ربحي مقره مدينة إدمونتون في مقاطعة ألبرتا في كندا. أوستن ماردن متزوج من المحامية والناشطة كاثرين ماردن وقد كتبو سوية العديد من الكتب.

## تاريخ العائلة
ولد ماردن في مدينة إدمونتون بمقاطعة ألبرتا في سنة 1962 لماي وارنست جورج ماردن. كبر الدكتور في مدينة ليثردج وهو يقطن الآن في مدينة إدمونتون.
التحق أوستن ماردن وهو جد ماردن من الأب بجامعة كامبريدج قبل أن يصبح أستاذا للأدب الكلاسيكي المقارن والتاريخ. ومع زوجته ماري، اشترى جد ماردن قلعة أردروس في سكوتلندا والتي بقيت ملكاً للعائلة حتى سنة 1983.

## سنوات الطفولة والمراهقة
كان د.ماردن طفلاً معرضاً للمرض. ولد في إدمونتون عام 1962م. ترعرع في ليثربريدج وقضى 5 شتاءات في هاواي مع أمه وأخته. كان يعتبر مهووساً قليلاً. حصل على جائزة معرض العلوم المدرسية. تعرض للتنمّر في المدرسة الإعدادية والثانوية. واستمر التحرّش بشكل قليل في الجامعة. ولكن الضرر كان قد تمّ بالفعل. في أواخر سن المراهقة عاش د.أوستن لفترة قصيرة في سكوتلندا ودرس في جامعة غرينوبل حيث عمل كنظير ولعب الرغبي. هذه التجربة سمحت له بتوسيع معرفته بالعالم وطرق الحياة وتبادل المعلومات مع الطلاب الدوليين الآخرين.
بما أنّ د.أوستن من أسرة أكاديمية، فقد عمل بجدّ للعيش وفقاً لتراث عائلته. ولكن في الكليّة، فشل في كل الصفوف ما عدا الجغرافيا. بأخد هذا الموضوع كإشارة، قرّر د.أوستن أن يكمل دراسة الجغرافيا حصراً. وصفه أحد الأساتذة أنّ لديه نوعا من الولادة الأكاديمية المتأخرة."كان يجد صعوبات كبيرة في البداية لكن لاحقا يجد موطئ قدم. عمل د.أوستن في المحميات الابتدائية الكندية حيث أخذ تدريباته في قاعدة للقوات المسلحة الكندية في دوندورن في ساسكاتشوان.

## التعليم
تخرج الدكتور ماردن من جامعة لثربردج سنة 1985 بتخصص الجغرافيا الثقافية. ثم واصل تعليمه العالي في نفس الاختصاص حتى أنهى درجة الماجستير العلمية في الجغرافيا بجامعة ولاية داكوتا الجنوبية سنة 1988. بعد ذلك، أتم د.أوستن درجة الماجستير الثانية في العلوم التربوية بجامعة تكساس ايه أند إم سنة 1990. بعد أن تم تشخيص مرض انفصام الشخصية عنده، تحصل على شهادة الدكتوراه في الجغرافيا عن طريق الدراسة الافتراضية مع جامعة غرينويش في أستراليا سنة 2000. عمل د.أوستن على شهادات أخرى من كلية نيومان اللاهوتية, جامعة خاركوف الوطنية وجامعة جنوب افريقيا. حصل على شهادة فخريّة في القانون من جامعة ألبرتا سنة 2011.

## المهنة
أثناء إكمال د.أوستن الدراسات العليا في جامعة ولاية ساوث داكوتا في عام 1986، دُعيَ أن يكون عضوا في بعثة نيزك القطب الجنوبي بين عامي 1986-1987 لصالح وكالة ناسا والمؤسسة الوطنية للعلوم. على بعد 170 ميلا من محطة القطب الجنوبي عثر فريقه على مئات النيازك. خلال فترة إقامته عانى من الجو الذي دمر رئتيه وأعطاه سعال دائم. حصل على وسام الكونجرس الأميركي في القطب الجنوبي لجهوده وتعرضه للأخطار.
ولدى عودته إلى ألبرتا، ألقى محاضرات عن أنتاركتيكا في جامعة كالغاري وجامعة ليثربريدج. حصل على مقابلة ليكون عضوا في اجتياز القطب الشمالي الكندي / السوفياتي من شمال سيبيريا إلى جزيرة إلزمير في القطب الشمالي الكندي، لكنه فشل في الالتحاق بتلك الحملة.
وكان جزءا من حملة النيزك الفاشلة في القطب الشمالي الكندي بالقرب من ريزولوت في الأقاليم الشمالية الغربية الكندية، وكتب بحثاً عن محادثاته مع السكان المحليين وما يعتقده الإنويت من النيازك. وكان من المفترض أيضا أن ينضم إلى بعثة القارة القطبية الجنوبية الأرجنتينية في أواخر الثمانينيات، ولكن حريقا في قاعدة القارة القطبية الجنوبية الأرجنتينية تسبب في إلغاء المهمة.
وكان من أهم إسهاماته في علم الفلك سلسلة من المقالات التي كتبها في مجلة الأنجلوساكسون. المجلة ترصد الأحداث المختلفة في انكلترا خلال فترة القرون الوسطى. بمساعدة والده العالم بالقرون الوسطى، وجد د.أوستن أحد عشر حادثا مفصلاً مذكوراً في المجلة حيث لم تذكر في أي مكان آخر في الأدب الفلكي، فضلا عن شهابين اثنين تمّ تسجيلهما في المجلّة.
دعي الدكتور ماردون للانضمام إلى حملة استكشافية في القطب الجنوبي برعاية الجمعية الجغرافية للاتحاد السوفيتي في عام 1991. سافر إلى موسكو والتقى مع بعض المسؤولين عن الحملة، وتلقى ترحيبا غريبا مع القليل من المعلومات وأماكن الإقامة الغريبة. وسرعان ما اكتشف أنّه كان محل شبهة السلطات وألقي القبض عليه أولا من قبل الاستخبارات العسكرية الروسية، ثم من قبل أمن الدولة. استجوب الدكتور ماردون وتمّ توقيفة لفترة من الوقت، وأجبر على التجول في شوارع موسكو مع مرافقة لاحتمال أن يكون جاسوسا أو جنديا فضلا عن دليل. استطاع د.أوستن أخيرا العودة إلى كندا بعد تجربة مروعة في موسكو، وتلقى في نهاية المطاف رسالة اعتذار رسمية من موسكو.

## الكتب والمؤلفات
قام أوستن ماردن بتحرير وكتابة و نشر 50 كتابا. وقد نشر كتبا عن السياسة الكندية والتاريخ والصحة النفسية والعلوم والجغرافيا والخيال وخيال الأطفال فضلا عن العديد من المقالات العلمية والملخصات. تم تشخيص مرض انفصام الشخصية في عام 1992 ومنذ ذلك الحين، العديد من أعماله تستكشف موضوع الأمراض العقلية، مع التركيز بشكل خاص على تقديم المساعدة لذوي الاحتياجات الخاصة.

### الروايات الغير قَصصية
- نشرة حول مساهمة هيرودوت في تطوير الفكر الجغرافي (1990. أعيد طبعه في عام 2011)[12]
- وصف للجزر الغربية في اسكتلندا (1990، مترجم، مع ارنست ماردن)[12]
- قاموس ألبرتا القضائي (1990، مع ارنست ماردن) [12]
- القانون الدولي ونظم الإنقاذ الفضائية (1991)[12]
- صخرة كنسينغتون وغيرها من المقالات (1991)[12]
- عابر في دوامة (1991)[12]
- رجال الفجر: سياسيو ألبرتا من الأقاليم الشمالية الغربية من مقاطعة ألبرتا والمرشحين لأول انتخابات عامة في ألبرتا (1991، مع إرنست ماردون)[12]
- أسفل وخارج وعلى المحك في موسكو (1992 مع ارنست ماردن)[12]
- الانتخابات العامة في ألبرتا والنتائج اللاحقة (1982-1992)[12]
- قاموس السيرة الذاتية السياسية في إدمونتون,1882-1990. العمل قيد الإنشاء (1993, مع ارنست ماردن)[12]
- قاموس السيرة الذاتية لسياسيي ألبرتا (1993 مع ارنست ماردن)[12]
- المجلس التنفيذي في ألبرتا 1905-1990 (1994, شارك بكتابته)[12]
- وحيدا ضد الثورة (1996, مع م.ف. كورن[12]
- القديسون الكاثوليكيون الأوائل (1997, شارك بكتابته)[12]
- القديسون الكاثوليكيون الأواخر (1997, شارك بكتابته)[12]
- ذكريات الطفولة وأساطير عيد الميلاد القديمة (1998, شارك بكتابته)[12]
- اتحاد الفلاحين في ألبرتا (1999, شارك بكتابته)[12]
- آلة الجنون (2003, مع كينا مكينون)[13]
- شرح مراجع اللغة الإنكليزية في العصور الوسطى لأكثر من ألف سنة (2008, مع ايرنست ماردن وكورا هيريك)[14]
- 2004 سياسيين (2009, مع ايرنست ماردن)[15]
- وصف جزر اسكوتلندا الغربية (2009, مع ايرنست ماردن) [16]
- نظم الإنقاذ الفضائية في سياق القانون الدولي (2009)[17]
- انتخابات ألبرتا تعود, 1887-1994 (2010, مع ايرنست ماردن)[18]
- أسماء أماكن الجماعات في ألبرتا (2010, مع ايرنست ماردن)[19]
- السلطة القضائية في ألبرتا (2011, مع ايرنست ماردن)[20]
- مساهمة المورمونيون في سياسة ألبرتا (إصدارين) (2011, مع ايرنست ماردن)[21]
- تحديد القيادة السياسية الخاصة بألبرتا (2011, مع ايرنست ماردون و جوزيف هاري فيريس)[22]
- السياسيون الأوائل في ألبرتا (2011, مع ايرنست ماردن)[23]
- السياسيون الألمان الإثنيون في ألبرتا (2011, مع كاثرين ماردن وايرنست ماردن)[24]
- الاستقرار المالي لذوي الاحتياجات الخاصة (2012, مع شيلي كيان وكايل بوستيان)[25]
- الليبراليون في السلطة في ألبرتا 1905-1921 (2012, مع ايرنست ماردن)[26]
- صمّم بالعناية الإلهية (2012, مع ايرنست ماردن وكلير مكماستر)[27]
- من هو من في السياسات الفدرالية في ألبرتا (2012, مع ايرنست ماردن)[28]
- ماذا يكمن في اسم؟ (2012, مع ايرنست ماردن)[29]
- تاريخ وأصل دوائر ألبرتا (2012, مع كاثرين ماردن)[30]
- الصراع بين الفرد والمجتمع في مسرحيات جيمس برايدي (2012, مع ايرنست ماردن)[31]
- السياسيون الكاثوليك في ألبرتا (2012, مع ايرنست ماردن)[32]
- كوب من الشاي مع بائع القبعات المجنون (2012, مع إيرين كامبل)[33]
- سياسيو ليثربردج: فيدراليون، مقاطعة ومدنيون (إصدارين) (2013, مع ايرنست ماردن)[34]
- سياسيو ألبرتا الإنجيليين (2013, مع ايرنست ماردن)[35]
- الروابط السياسية في ألبرتا: 1905-1992 (إصدارين) (2014)[36]

### كتب الأطفال
- العديد من القديسين المسيحيين للأطفال (1997, شارك بكتابته)[12]
- القديسون الاوائل وقصص القديسين الأخرى (2011, مع ماي ماردن وايرنست ماردن)[37]
- عندما التقت كيتي بالشبح (إصدارين) (2012, مع ايرنست ماردن)[38]
- الفتاة التي استطاعت اختراق الجدران (2012, مع ايرنست ماردن)[39]
- غاندي وباركر والنجاة من حديقة الحيوان: مغامرة مصوّرة (2013, مع كاثرين ماردن)[40]
- كبار لأسبوع (2014, مع كاثرين ماردن و آلاء عبد الله وأجاتا غاربوسكا)[41]

## الجوائز ودرجات الشرف
أنتخب ماردن كزميل متميز في الجمعية الملكية الكندية سنة 2014. وهو حاصل على درجة الشرف في جامعة لثريدج لسنة 2014 والدرجة الشرفية في جامعة ألبرتا.
- ميدالية الخدمة في القطب الجنوبي - الكونغرس الأمريكي (البحرية) - 1987[45]
- جائزة دوق إدنبره - الدرجة البرونزية - 1987[45]
- بيان ولاية تكساس رقم 51، تشريعات تكساس - 1988[45]
- جائزة الحاكم العام للرعاية الكندية لعام 1996، قدمت عام 1999[46]
- جائزة نادين ستيرلنغ، جمعية الصحة العقلية الكندية- ألبرتا 1999[45]
- جائزة عَلَم الأمل، جمعية انفصام الشخصية في كندا - 2001[47]
- جائزة الخريجين المتميزين من جامعة ليثبريدج - 2002[47]
- جائزة الرؤساء، الرابطة الكندية للصحة العقلية - ألبرتا - 2002[48]
- ميدالية اليوبيل الذهبية للملكة اليزابيث الثانية - 2002[49]
- ميدالية ألبرتا المئوية - 2005[50]
- جائزة رون لاجيونيس القيادية، جمعية الصحة العقلية الكندية- ادمونتون 2005[45]
- نظام كندا، عضو - أكتوبر 2006، استثمرت - أكتوبر 2007[51]
- جائزة بيل جيفريز العائلية، جمعية انفصام الشخصية في كندا- 2007[48]
- جائزة سم هينكس، الجمعية الكندية للصحة العقلية - القسم الوطني - 2007[48]
- أفضل افتتاحية وطنية، مطبعة الكنيسة الكندية- 2010 لمقال مراسل الكاثوليكية الغربية[52]
- وسام الشرف، جمعية ألبرتا الطبية - أكتوبر 2010[53]
- جائزة وسائل الصحة العقلية، جمعية الصحة العقلية الكندية - ألبرتا أكتوبر / تشرين الأول 2010 لمقالة مجلة إيه إم إدمونتون[52]
- كولونيل كنتاكي الشريف- كومنولث كنتاكي أبريل 2011[52]
- دكتوراه فخرية، دكتوراه في الطب، جامعة ألبرتا - 10 يونيو 2011[54]
- وسام الشرف، الجمعية الطبية الكندية - 25 أغسطس 2011[55]
- جائزة انفصام الشخصية لأوستن ماردون سم و كاثرين ماردون في جامعة ألبرتا كهبة بقيمة 500 دولار في السنة 2012[56]
- جائزة كاترين & أوستن ماردون سم لدعم الطلبة أنشئت في كلية نيومان اللاهوتية 2012[52]
- ميدالية اليوبيل المائية من الملكة اليزابيث الثانية- عرضت 28 مايو 2012[57]
- كاثرين و أوستن ماردون سم يمنحون جائزة في كلية نوركيست بقيمة 1,000 دولار سنويا أغسطس 2013[58]
- دكتوراة فخرية، دكتوراه في العلوم الإنسانية، جامعة ليثبريدج ، 19 يونيو / حزيران 2014[59]
- العامل الاجتماعي الفخري، كلية ألبرتا للأخصائيين الاجتماعيين، أبريل، 2015[60]
- انتخب ماردون في الجمعية الملكية لكندا كزميل منتخب خصيصا في عام 2014.[42]